# Thomas Maissen

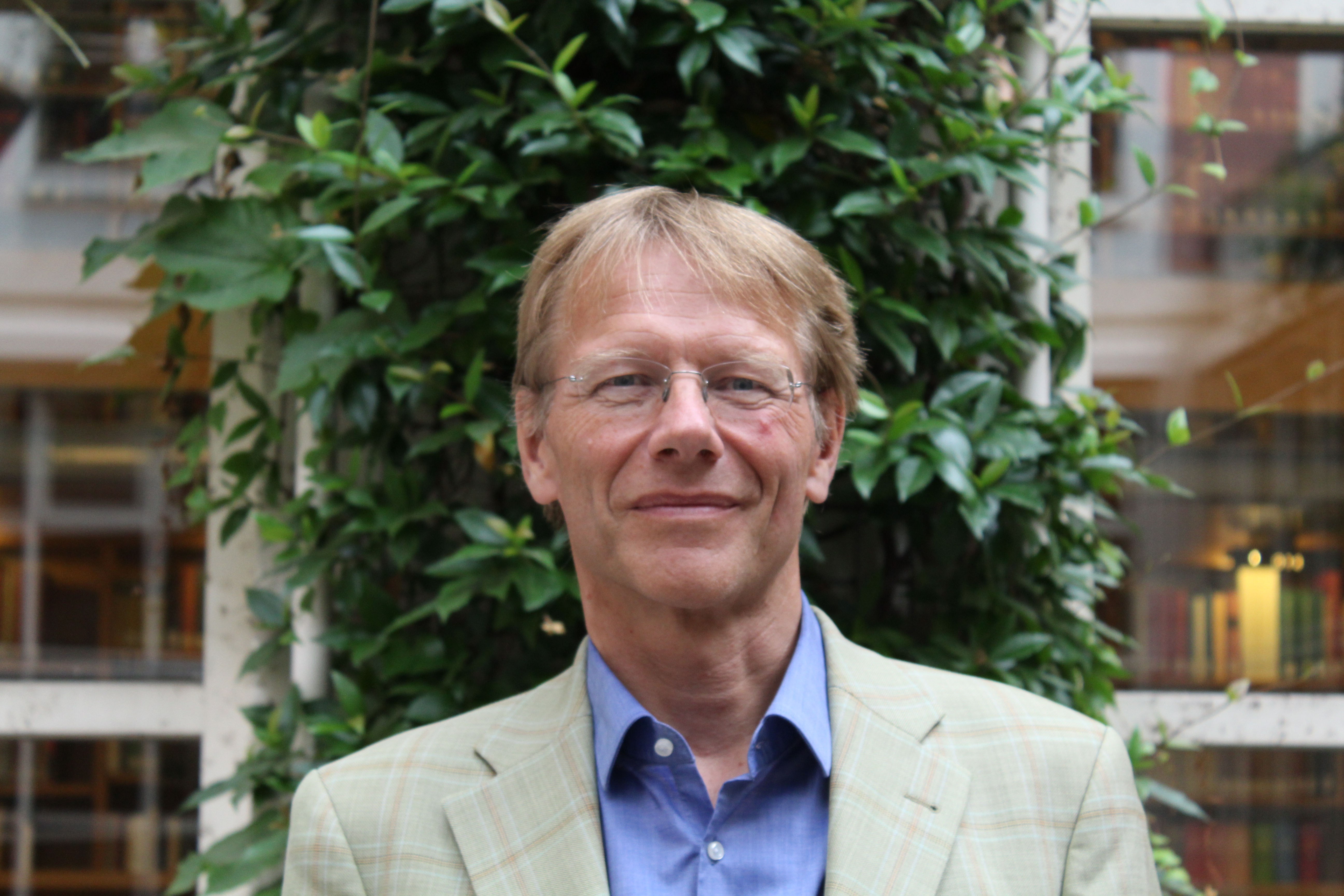
Thomas Maissen (2020)

Carl Thomas Maissen (* 23. Oktober 1962 in Zürich; heimatberechtigt in Sumvitg) ist ein Schweizer Historiker.
Maissen ist ordentlicher Professor für Neuere Geschichte mit dem Schwerpunkt Frühe Neuzeit an der Universität Heidelberg. Er lehrte von 2004 bis 2013 dort, von 2013 bis 2023 war er Direktor am Deutschen Historischen Institut Paris, während dieser Zeit war er an der Universität Heidelberg beurlaubt. Neben der Frühen Neuzeit hat er sich auch oft mit der jüngeren Geschichte der Schweiz auseinandergesetzt.

## Leben
Thomas Maissen wurde als Sohn eines Schweizers und einer Finnin in Zürich geboren. Sein Vater ist der aus Hinwil bei Zürich stammende Mathematiker Bernhard Maissen; seine Mutter Leena Maissen, geborene Visapää, ist Philologin und Stieftochter des finnischen Mathematikers Rolf Nevanlinna. Maissen besuchte von 1968 bis 1973 Primarschulen in Toronto, Zürich und Basel. Von 1973 bis 1981 war er Schüler am Humanistischen Gymnasium in Basel; dort erlangte er im April 1981 die Matura. Von 1981 bis 1989 studierte er Geschichte, Latein und Philosophie an den Universitäten Basel, Rom und Genf. Für ihn wichtige akademische Lehrer waren Alfred Bürgin und František Graus. Von 1989 bis 1993 erhielt Maissen mehrere Stipendien, die Forschungsaufenthalte in Neapel, Paris, Venedig und Florenz ermöglichten. Bei Hans Rudolf Guggisberg wurde er 1993 in Basel mit der Arbeit Die französische Vergangenheit bei italienischen Autoren des 15. und 16. Jahrhunderts promoviert.
Von 1993 bis 1995 war er Wissenschaftlicher Assistent bei Luise Schorn-Schütte an der Universität Potsdam. Von 1996 bis 2004 war er Mitarbeiter der Neuen Zürcher Zeitung für Historische Analysen. Im Jahr 2002 erfolgte seine Habilitation bei Bernd Roeck an der Universität Zürich mit der Arbeit Die Geburt der Republic. Staatsverständnis und Repräsentation in der frühneuzeitlichen Eidgenossenschaft. Von 2002 bis 2004 hatte Maissen eine SNF-Förderprofessur an der Universität Luzern inne. Maissen ist ordentlicher Professor für Neuere Geschichte mit dem Schwerpunkt Frühe Neuzeit an der Universität Heidelberg. Vom Wintersemester 2004/05 bis 2013 lehrte er dort. Von 1. September 2013 bis Ende August 2023 leitete er als erster Nicht-Deutscher das Deutsche Historische Institut Paris (DHIP) und war dazu für zehn Jahre von der Universität Heidelberg beurlaubt. Unter seiner Leitung erweiterte sich ab 2013 der geographische Fokus des DHIP. Im Jahr 2015 nahm es eine Kooperation mit der Universität Dakar auf und gründete die Forschungsgruppe zum subsaharischen Afrika Die Bürokratisierung afrikanischer Gesellschaften.
Maissen ist seit 2006 Mitglied der Heidelberger Akademie der Wissenschaften und der Kommission für geschichtliche Landeskunde in Baden-Württemberg. Im Jahre 2007 rief er die Heidelberger Graduiertenschule für Geistes- und Sozialwissenschaften (HGGS) ins Leben, die er bis 2012 als Sprecher leitete. Von 2008 bis 2013 war er ausserdem als Gründer und Koordinator des integrierten internationalen Masterstudiengangs in Geschichtswissenschaften mit der École des hautes études en sciences sociales Paris tätig. Ab 2008 wirkte er in verschiedenen leitenden Funktionen im DFG-Exzellenzcluster (EHESS) „Asia and Europe in a Global Context: Shifting Asymmetries in Cultural Flows“, zuletzt 2013 (bis August) als Co-Direktor. 2009 war er Gastprofessor an der EHESS in Paris, 2010 Gastwissenschaftler (Visiting Fellow) am Institute for Advanced Study in Princeton, New Jersey. Von 2012 bis 2013 war er Fellow am Marsilius-Kolleg der Universität Heidelberg. Er war 2019 Honorary Visiting Fellow an der Queen Mary University of London.
Maissen ist schweizerisch-finnischer Doppelbürger. Er ist verheiratet, hat vier Kinder und lebt in Paris (Stand 2020).

## Forschungsschwerpunkte

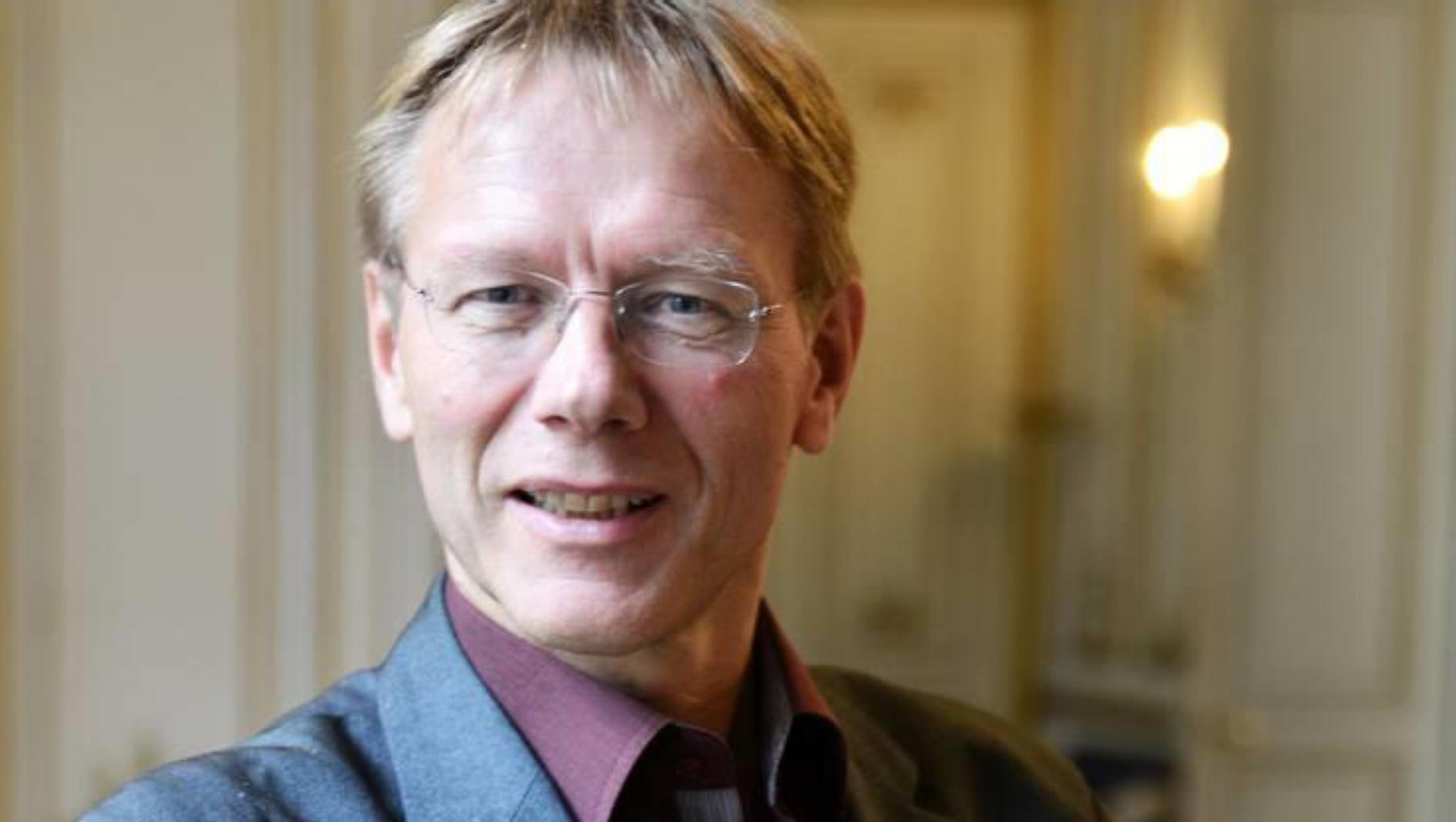
Thomas Maissen (2019)

Seine Forschungsschwerpunkte sind Geschichte der Historiographie, die Geschichte des (staats-)politischen Denkens, Mentalitätsgeschichte, Geschichtsbilder, die Geschichte der Schweiz sowie Bildungs- und Schulgeschichte. Im Gefolge seiner Tätigkeit bei der Neuen Zürcher Zeitung entstanden ein Bildband zur Schweiz im Zweiten Weltkrieg, zwei Bücher über Zeitungsgeschichte und die 2005 veröffentlichte Darstellung Verweigerte Erinnerung. Nachrichtenlose Vermögen und die Schweizer Weltkriegsdebatte 1989–2004. In seiner 1994 erschienenen Dissertation über das Interesse an Frankreichs Vergangenheit während der italienischen Renaissance konnte er unter anderem herausarbeiten, dass die französischen Könige um 1500 mit Hilfe italienischer Hofhistoriker ihre eigene Geschichte nach humanistischen Standards aufzuwerten suchten. Gemeinsam mit Michael Kempe veröffentlichte er eine Darstellung über die ersten deutschsprachigen Aufklärungsgesellschaften in Zürich in den Jahrzehnten um 1700.
In seiner 2006 veröffentlichten Habilitation ging es um die Frage, «wann und weshalb in der Schweiz ein republikanisches Selbstverständnis entstand, das diesen Namen verdient».
Seine erstmals 2010 veröffentlichte Geschichte der Schweiz erschien 2019 in sechster Auflage. In dieser Überblicksdarstellung behandelt er auf 330 Seiten die Geschichte der Schweiz vom 13. Jahrhundert bis zur aktuellen Finanz- und Bankenkrise. Maissen veröffentlichte 2013 eine knappe Einführung in die Geschichte der Frühen Neuzeit. In seinen Schweizer Heldengeschichten (2015) konfrontierte er Ausschnitte aus Reden der prominenten SVP-Politiker Christoph Blocher und Ueli Maurer mit dem aktuellen Forschungsstand, womit er in den Schweizer Medien eine Debatte auslöste, die auch als «Schweizer Historikerstreit» bezeichnet wurde.

## Schriften (Auswahl)
Monografien
- 25 Jahre Roche AG Sisseln. Editiones Roche, Basel 1990, ISBN 3-907946-31-6.
- Von der Legende zum Modell. Das Interesse an Frankreichs Vergangenheit während der italienischen Renaissance (= Basler Beiträge zur Geschichtswissenschaft. Bd. 166). Helbing und Lichtenhahn, Basel u. a. 1994, ISBN 3-7190-1369-3 (zugleich: Basel, Universität, Dissertation, 1993) (online).
- mit Katri Burri: Bilder aus der Schweiz. 1939–1945. Verlag Neue Zürcher Zeitung, Zürich 1997, ISBN 3-85823-680-2 (2. Auflage, ebenda 1998, ISBN 3-85823-730-2).
- Vom Sonderbund zum Bundesstaat. Krise und Erneuerung 1798–1848 im Spiegel der NZZ. Verlag Neue Zürcher Zeitung, Zürich 1998, ISBN 3-85823-742-6.
- mit Michael Kempe: Die Collegia der Insulaner, Vertraulichen und Wohlgesinnten in Zürich 1679–1709. Die ersten deutschsprachigen Aufklärungsgesellschaften zwischen Naturwissenschaften, Bibelkritik, Geschichte und Politik. Verlag Neue Zürcher Zeitung, Zürich 2002, ISBN 3-85823-954-2.
- Die Geschichte der NZZ 1780–2005. Verlag Neue Zürcher Zeitung, Zürich 2005, ISBN 3-03823-134-7.
- Verweigerte Erinnerung. Nachrichtenlose Vermögen und die Schweizer Weltkriegsdebatte 1989–2004. Verlag Neue Zürcher Zeitung, Zürich 2005, ISBN 3-03823-046-4 (2. Auflage, ebenda 2005, ISBN 3-03823-204-1).
- Die Geburt der Republic. Staatsverständnis und Repräsentation in der frühneuzeitlichen Eidgenossenschaft (= Historische Semantik. Bd. 4). Vandenhoeck & Ruprecht, Göttingen 2006, ISBN 3-525-36706-6 (2., veränderte Auflage, ebenda 2008, ISBN 978-3-525-36706-3; zugleich: Zürich, Universität, Habilitations-Schrift, 2001; ausgezeichnet mit dem Buchpreis «Das Historische Buch 2007» für das beste historische Buch des Jahres 2006, Kategorie Frühe Neuzeit (HSozKult)).
- Geschichte der Schweiz. hier + jetzt, Verlag für Kultur und Geschichte, Baden 2010, ISBN 978-3-03919-174-1 (Rezension), (6., überarbeitete Auflage 2019; Lizenzausgabe: Reclam, Stuttgart 2017, ISBN 978-3-15-011013-3; dazu Übersetzungen ins Französische, Italienische, Serbokroatische und Bulgarische).
- Schweizer Geschichte im Bild. hier + jetzt, Verlag für Kultur und Geschichte, Baden 2012, ISBN 978-3-03919-244-1.
- Geschichte der Frühen Neuzeit (= C. H. Beck-Wissen. Bd. 2760). Beck, München 2013, ISBN 978-3-406-65472-5 (2. Auflage 2017, ISBN 978-3-406-72092-5).
- Schweizer Heldengeschichten – und was dahintersteckt. hier + jetzt, Verlag für Kultur und Geschichte, Baden 2015, ISBN 978-3-03919-340-0 (5. Aufl. 2016).
- mit Barbara Mittler: Why China did not have a renaissance – and why that matters. An interdisciplinary dialogue. De Gruyter Oldenbourg, Berlin u. a. 2018, ISBN 978-3-11-057396-1.

Herausgeberschaften
- mit Gerrit Walther: Funktionen des Humanismus. Studien zum Nutzen des Neuen in der humanistischen Kultur. Wallstein-Verlag, Göttingen 2006, ISBN 3-8353-0025-3.
- mit André Holenstein, Maarten Prak: The Republican Alternative. The Netherlands and Switzerland compared. Amsterdam University Press, Amsterdam 2008, ISBN 978-908-964-005-5.
- mit Fania Oz-Salzberger: The Liberal–Republican Quandary in Israel, Europe and the United States. Early Modern Thought Meets Current Affairs. Academic Studies Press, Boston MA 2012, ISBN 978-1-936235-55-1.
- mit Annette Kämmerer, Michael Wink, Thomas Kuner: Gewalt und Altruismus. Interdisziplinäre Annäherungen an ein grundlegendes Thema des Humanen (= Schriften des Marsilius-Kollegs. Bd. 14). Winter, Heidelberg 2015, ISBN 978-3-8253-6441-0.